# Piero Belli
Piero Belli (Spoleto, 17 settembre 1882 – San Giorgio Vesuviano, 10 marzo 1957) è stato un giornalista e scrittore italiano, che ebbe una certa notorietà nel primo dopoguerra.
Aderì al futurismo e fu amico di Ottavio Dinale. Scrisse durante la prima guerra mondiale il romanzo L'ultimo garibaldino.
Fu giornalista del Popolo d'Italia, il quotidiano fondato da Benito Mussolini, e in tale veste nel 1920 seguì l'impresa di Fiume di Gabriele D'Annunzio, che esaltò in seguito nel libro La notte di Ronchi.
Nel 1921 fu per qualche mese redattore capo del Popolo d'Italia, e nel 1924 fu corrispondente del giornale a bordo della nave Italia, durante la crociera in America Latina: le sue corrispondenze dalla crociera furono pubblicate su diversi quotidiani e infine raccolte nel libro Al di là dei mari.
Fu corrispondente nella guerra d'Etiopia, esperienza raccolta nel volume Un'orda barbarica al servizio della civiltà. L'agonia del brigantaggio abissino.

## Opere
- L'ultimo garibaldino (romanzo), Quintieri, Milano 1920.
- La notte di Ronchi, Quintieri, Milano 1920. (online)
- Pace in fiamme (romanzo), Lattes editore, Torino-Genova, 1922.
- Fronte al nemico, G. B. Paravia & C. editore, 1923.
- Al di là dei mari, Vallecchi, Firenze 1925, con prefazioni di Benito Mussolini e di Giovanni Giuriati.
- Un'orda barbarica al servizio della civilta. L'agonia del brigantaggio abissino, La Prora, Milano 1935.